# طاووس‌بال
طاووس‌بال (نام علمی: Inachis io) نام یک گونه از تیره فرچه‌پایان است. طاووس‌بال در اروپا و مناطق معتدل آسیا تا دورترین نقطه آن یعنی ژاپن زندگی می‌کند. کرم پیله‌ساز این پروانه تا ۴۲ میلی‌متر رشد دارد. پهنای بال طاووس‌بال ۵۰ تا ۵۵ میلی‌متر است.

## نگارخانه

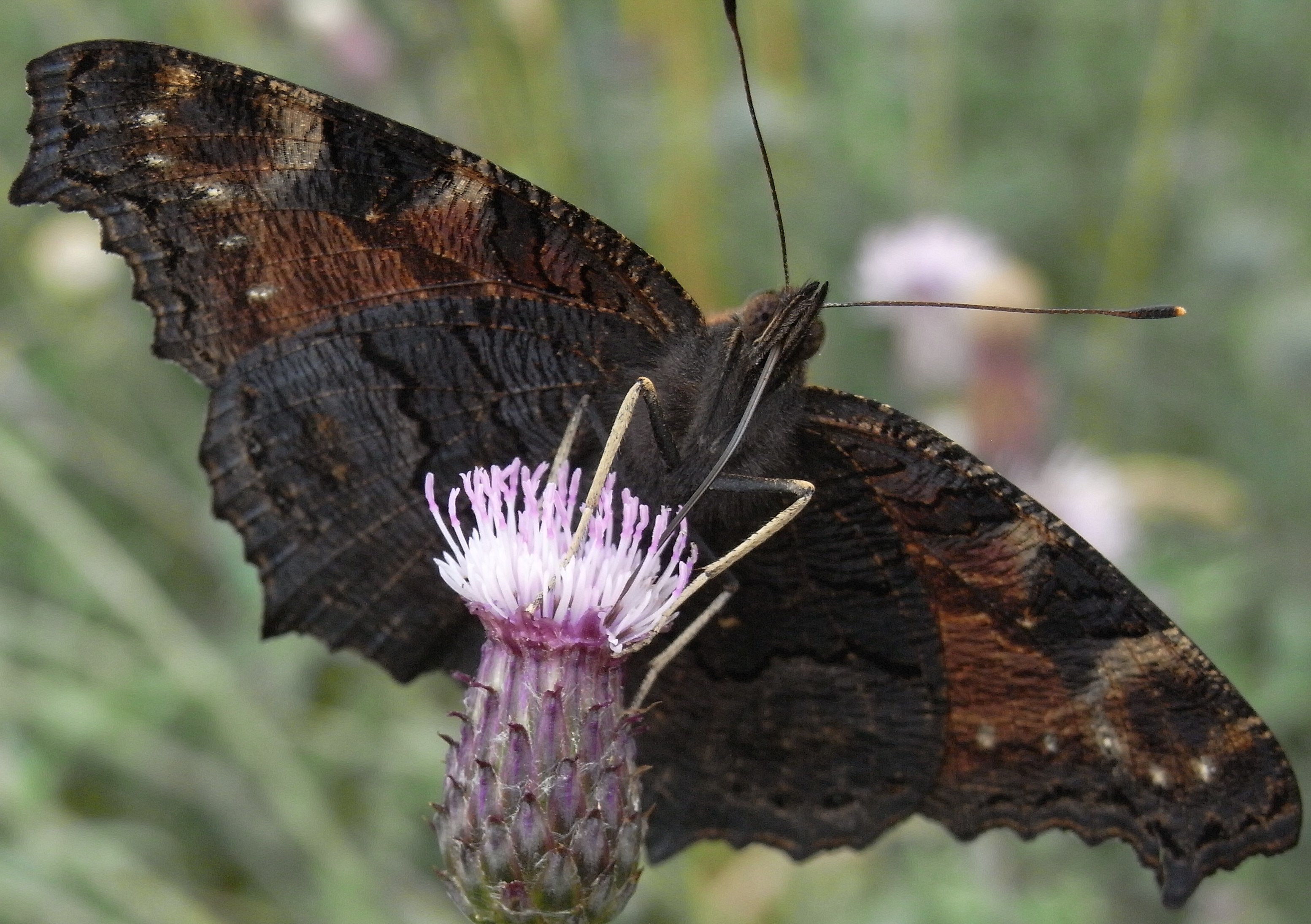
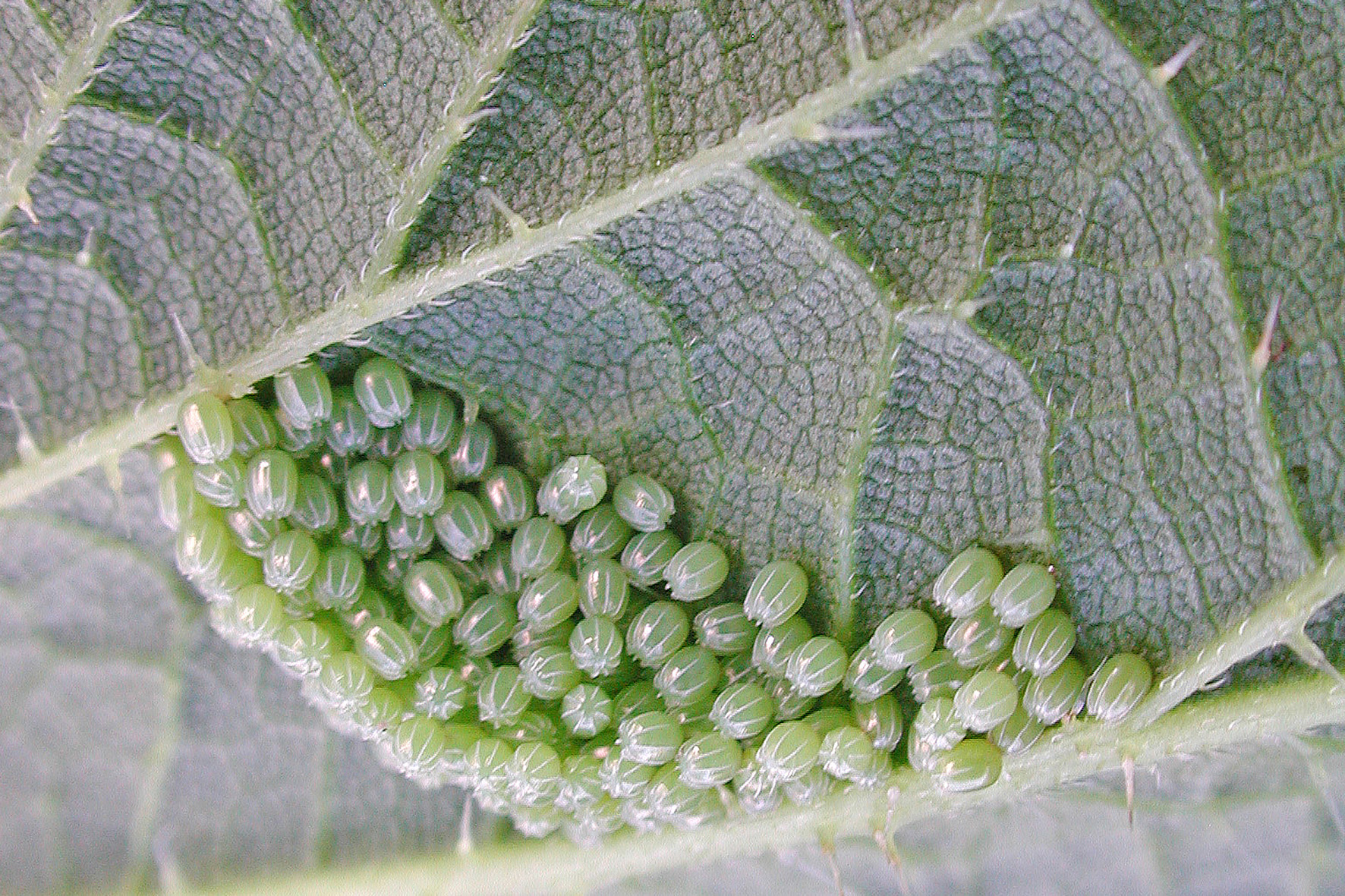
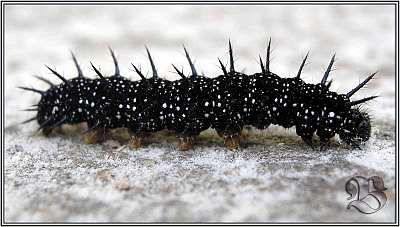
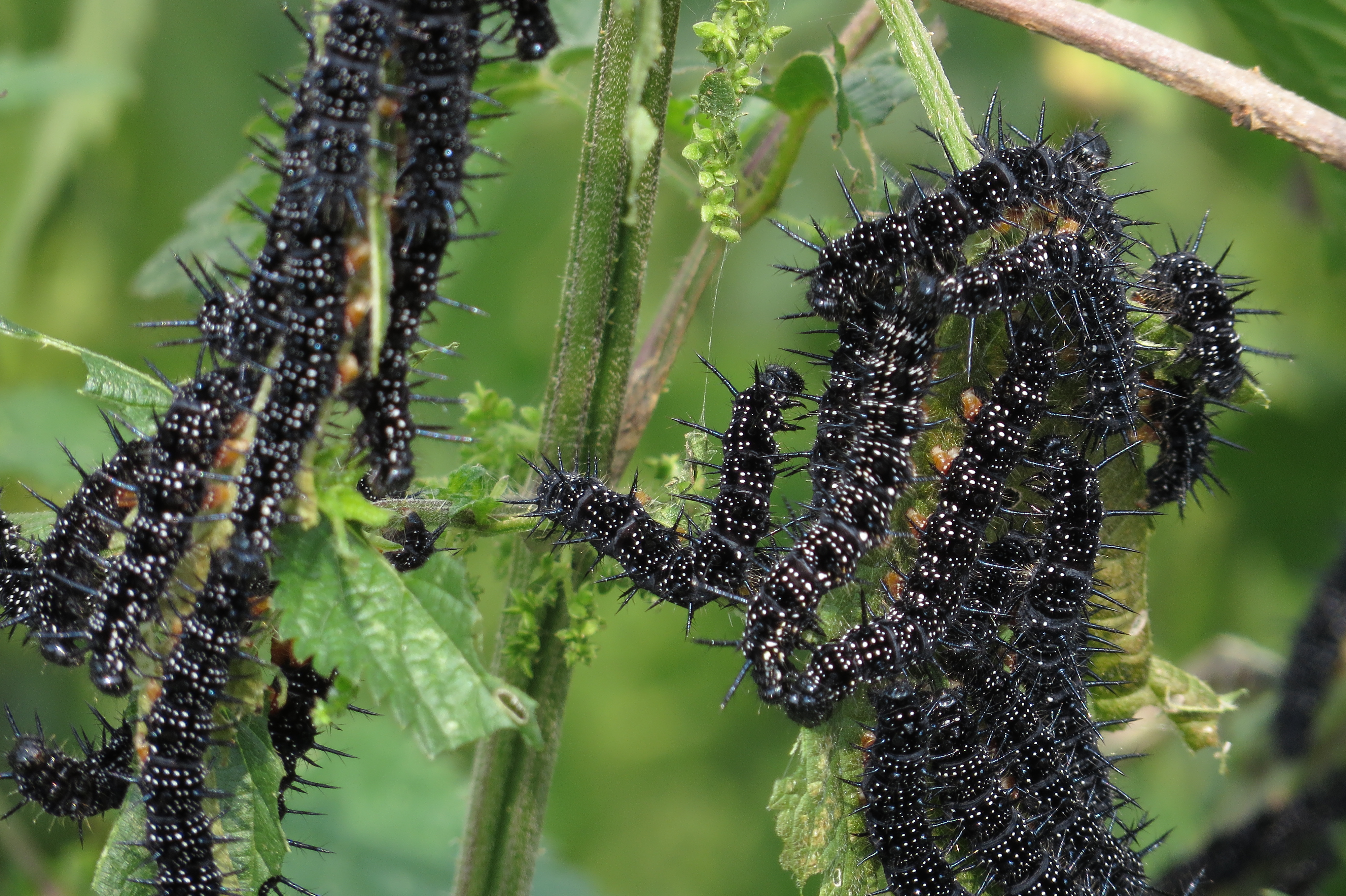
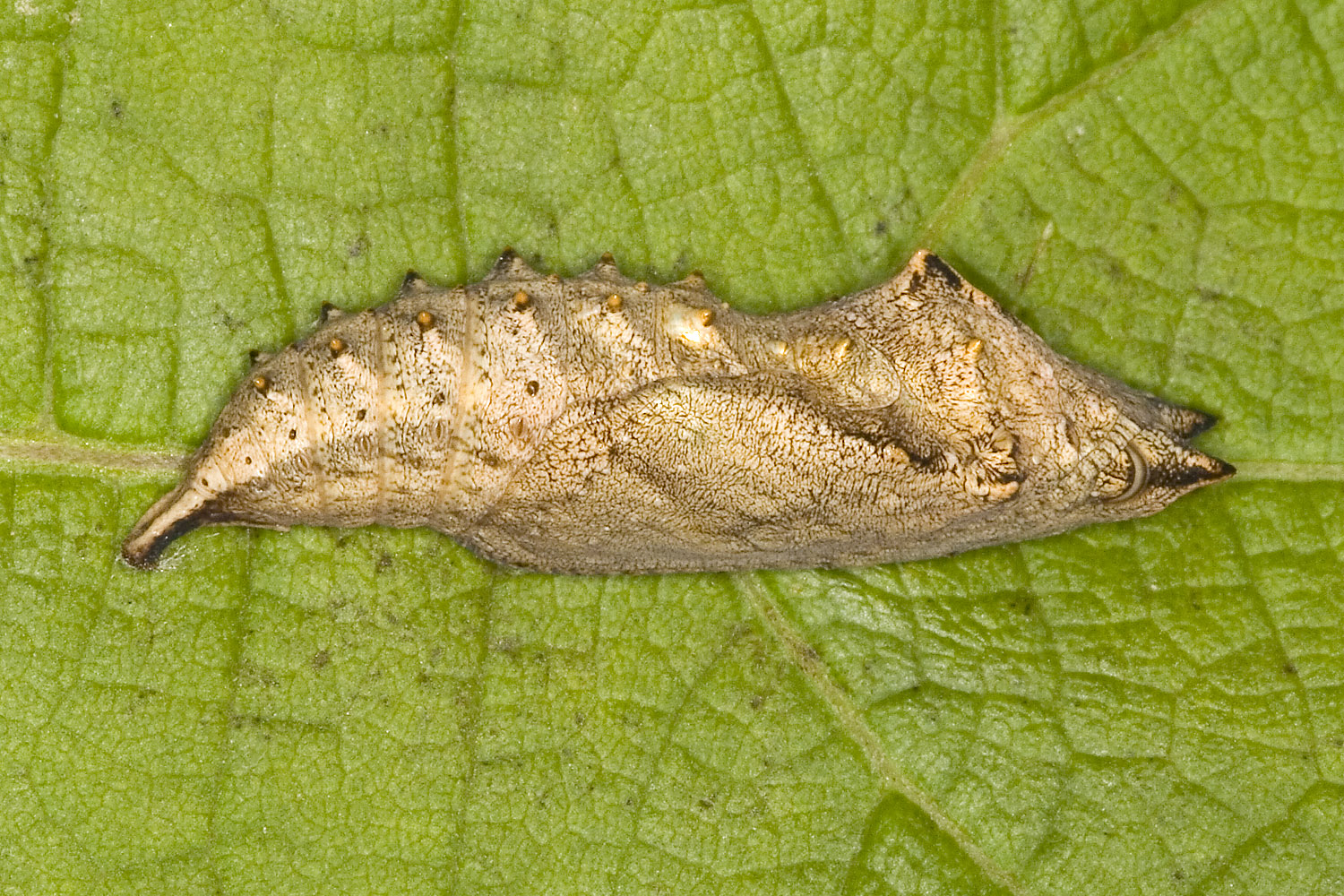
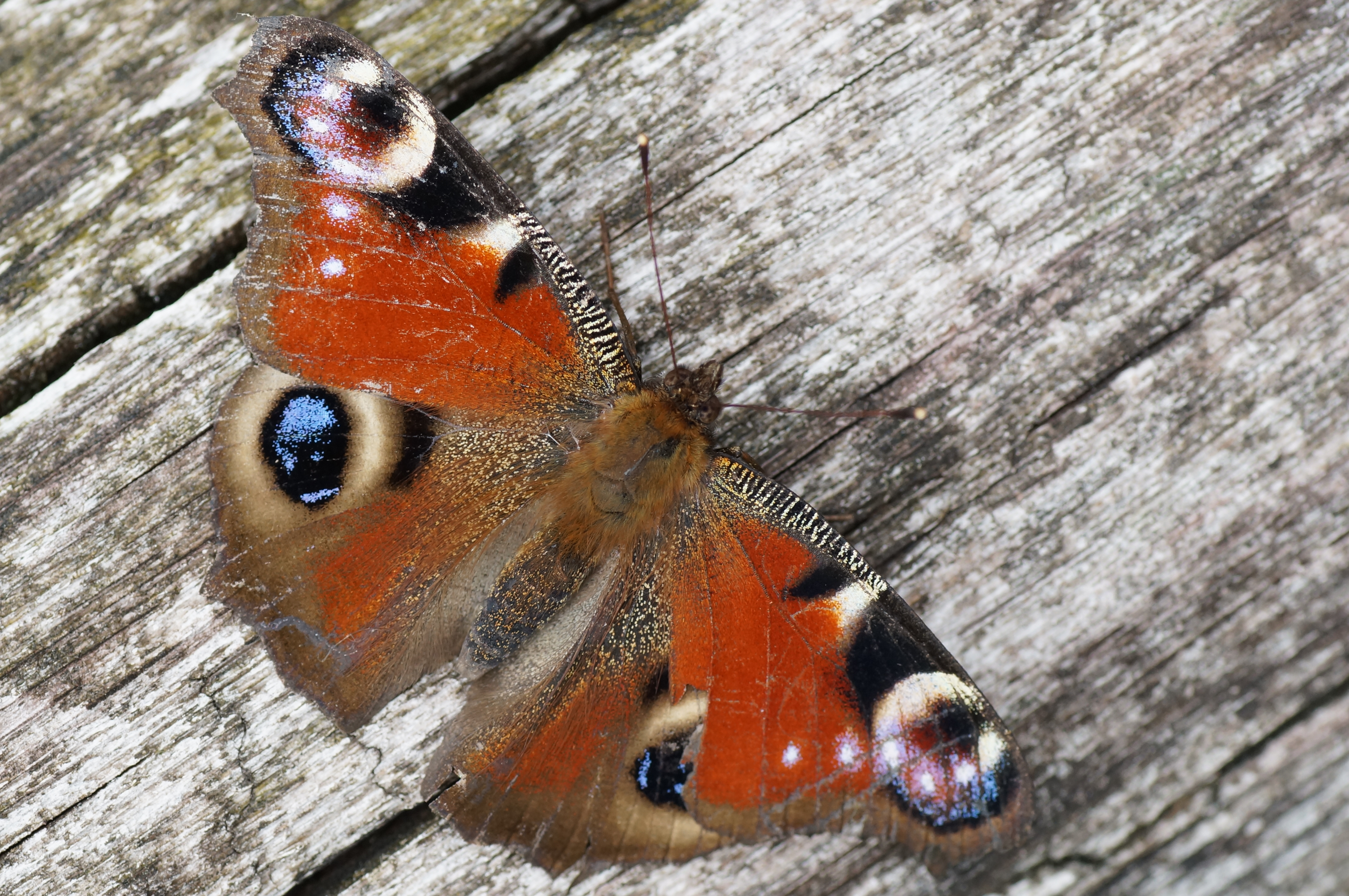